# Keeping Your Head Up
«Keeping Your Head Up» — песня британской певицы Birdy, изданная в качестве первого сингла с её третьего студийного альбома Beautiful Lies 1 января 2016 года.

## Информация о песне
Авторами песни «Keeping Your Head Up» стали сама Birdy, а также Стив Мэк и Уэйн Гектор. Видеоклип к песне появился 28 января 2016 года, в тот день он был выложен на странице певицы в Facebook, а на следующий день — на YouTube. По сюжету клипа, камера заглядывает в голову певицы через глаза, показаны обитающие там демоны и ангелы. Режиссёром клипа стал Крис Тёрнер.

## Позиции в чартах
| Чарт (2016)                                  | Наивысшая позиция |
| -------------------------------------------- | ----------------- |
| Австрия (Ö3 Austria Top 40)                  | 44                |
| Бельгия/Фландрия (Ultratop 50)               | 47                |
| Бельгия/Валлония (Ultratop 50)               | 46                |
| Франция (SNEP)                               | 27                |
| Германия (GfK)                               | 34                |
| Венгрия (Rádiós Top 40)                      | 4                 |
| Венгрия (Single Top 40)                      | 25                |
| Ирландия (IRMA)                              | 48                |
| Япония (Billboard Japan Hot 100)             | 88                |
| Нидерланды (Single Top 100)                  | 64                |
| Шотландия (OCC Scotland)                     | 27                |
| Швейцария (Schweizer Hitparade)              | 47                |
| Великобритания (OCC UK Singles)              | 57                |
| США (Billboard Hot Rock & Alternative Songs) | 33                |

## Сертификации
| Регион                                                                      | Сертификация | Продажи |
| --------------------------------------------------------------------------- | ------------ | ------- |
| Австралия (ARIA)                                                            | Платиновый   | 70 000  |
| Германия (BVMI)                                                             | Золотой      | 200 000 |
| Новая Зеландия (RMNZ)                                                       | Золотой      | 15 000  |
| Польша (ZPAV)                                                               | Золотой      | 25 000  |
| Великобритания (BPI)                                                        | Платиновый   | 600 000 |
| Данные о продажах + прослушиваниях приведены только на основе сертификации. |              |         |

## Хронология издания
| Страна         | Дата          | Формат               | Лейбл    |
| -------------- | ------------- | -------------------- | -------- |
| Великобритания | 1 января 2016 | цифровая дистрибуция | Atlantic |